# Росбауд, Пауль
Пауль Росбауд (1896—1963) — австрийский металлург, сотрудник научного издательства Springer Verlag, а затем и хозяин собственного — Pergamon. Английский шпион, работавший под псевдонимом Гриффин, о чём стало известно в 1986 году. Во время Второй мировой войны привлек внимание Союзников к немецкой ядерной программе.

## Биография
Родился незаконорожденным в Граце, Австрия. Брат Ханса Росбауда. Их мать звали Анной, она давала уроки игры на пианино. Пауль в 1915—1918 годах принимал участие в Первой мировой войне, после её окончания оказался в плену и проникся там тёплыми чувствами к англичанам.
В 1938 году эвакуировал жену-еврейку вместе с дочерью в Великобританию, но сам отказался остаться там, решив вернуться и работать против нацистского режима. Его донесения передавались в основном курьерами норвежского Сопротивления, попадая из Германии через Норвегию в нейтральную Швецию, а уже оттуда в Англию.

## Награды
- Медаль Джона Торренса Тейта (1961)

## В культуре
Прототип Пауля Розе - персонажа романа Ю.Г.Слепухина "Сладостно и почетно"